# Сакулева
Сакулева или понякога Секулева, Сакулина или Елешка река (на гръцки: Σακουλέβας, Сакулевас, понякога Λύγκος, Линкос, на македонска литературна норма: Јелашка Река) е река в Егейска Македония, Гърция и Северна Македония, на която е разположен град Лерин (Флорина).

## Описание
Сакулева извира от планината Баба (Варнудас) и тече на изток в дълбока и тясна долина, на чието устие в полето Пелагония е разположен Лерин. В равнината реката завива на север, минава покрай село Сакулево (Марина), чието име носи, пресича границата със Северна Македония и след 7 km се влива в големия завой на река Църна (Черна) над село Брод.

## Флора и фауна
След вливането на Росенската река и Стара река при Петораци, реката преминава през обработваеми ниви и само по бреговете й има непрекъсната крайречна гора, която предлага защита на животните в района. Тази гора се състои главно от елша, върба, млечен явор и гъсти капини. Много от околните полета често се наводняват главно през зимата, създавайки големи площи влажни ливади, докато в различни части на равнината се издигат големи черна топола и други тополи. Флората край и в реката включва различни водни видове. Важни растения са ирисът блатна перуника (Iris pseudacorus), хълмистата върбовка (Epilobium collinum) и теснолистата върбовка (Epilobium angustifolium), карамфилите мрачен карамфил (Dianthus tristis) и делтовиден карамфил (Dianthus deltoides), камбанката Campanula foliosa, сребриста поветица (Convolvulus holosericeus), тъмночервено ленивче (Lysimachia atropurpurea), белоцветен шпорец (Delphinium fissum), едроцветно миризливче (Calamintha grandiflora), хиоско срещниче (Ajuga chamaepitys), широколистен мразовец (Colchicum bivonae).
От гледна точка на орнитофауната реката и околните райони са много важни, тъй като са убежище и местообитание за много видове в голяма площ между голите полета. В реката живее воден кос, планинска стърчиопашка, а също така се срещат много видове чапли, като сива чапла, малка бяла чапла, голяма бяла чапла, гривеста чапла и нощна чапла. В района летят и много хищни птици като обикновен мишелов, белоопашат мишелов, полски блатар, ливаден блатар, малък ястреб, керкенез, вечерна ветрушка, малък сокол, забулена сова и кукумявка. Влажните зони и полетата са дом на видове като бял щъркел, средна бекасина, обикновена калугерица, европейски козодой, черноглава овесарка, обикновен пчелояд, синявица, чавка, посевна врана, гарван. Много малки птици се събират в блатата и крайречните гори, като син синигер, голям синигер, лъскавоглав синигер, дългоопашат синигер, елшова скатия, имелов дрозд, дрозд, кос, голямо белогушо коприварче, свилено шаварче, тръстиково шаварче, червеногръдка, черешарка, червеногърба сврачка, черночела сврачка, зеленогуша овесарка, кадънка, зеленика.
Фауната на влечугите включва кафява крастава жаба, гръцка жаба, зелена крастава жаба, горска жаба, голяма водна жаба, дървесница, същински слепоци, зелен гущер, южна блатна костенурка, европейска блатна костенурка, жълтоуха водна змия и сива водна змия. От бозайниците в много части на реката се срещат видри, а в околните полета и в коритото на реката има лисици, язовци, златки, невестулки и много дребни полски гризачи. Рибната фауна на реката е богата и включва много интересни видове, сред които са балканска мряна (Barbus balcanicus), вардарски кефал (Squalius vardarensis), пелагонийска пъстърва (Salmo pelagonicus), македонска мряна (Barbus macedonicus), вардарски скобар (Chondrostoma vardarense), българска кротушка (Gobio bulgaricus), вардарски щипок (Cobitis vardarensis), балкански щипок (Sabanejewia balcanica), блескавец (Alburnoides bipunctatus), гулеш (Barbatula barbatula), бодлоперката Salaria fluviatilis, Rhodeus meridionalis, щука (Esox lucius).

## Водосборен басейн
→ ляв приток, ← десен приток
- → Голема река
- ← Малечка река (Грачина)
- ← Зелица (Трено поче)
- ← Белкаменска река (Менска река)

- ← Стара река
- ← Чекаралова

- → Трап

- → Дълбоки дол

- ← Росенска река

- → Мелисово (Синячка)

- → Манастирица

- ← Воденица
- → Кулочка

- ← Стара река (Цингелица, Палео Рема, Геропотамос)

- → Мушанка
- → Янакио
- ← Каландо
- → Филио
- → Камен дол

- ← Шумарите

- → Сушица

- → Гусаица